# Paul Müller
Paul Konrad Müller (Neuchâtel, 11 marzo 1923 – Tivoli, 2 settembre 2016) è stato un attore svizzero.

## Biografia
Trasferitosi in Francia, debuttò come attore teatrale a Parigi durante l'occupazione. Dopo essersi diplomato presso il Conservatoire national supérieur d'art dramatique, iniziò la carriera di attore cinematografico in Italia, lavorando alla fine degli anni quaranta in Fabiola (1949) di Alessandro Blasetti.
Grazie al suo particolare aspetto (occhi distanti, fisico alto e asciutto), a partire dagli anni cinquanta divenne un noto caratterista di ruoli noir da gangster, sadico, maniaco o malavitoso.
Lavorò molto in Italia, diretto tra gli altri da Mario Monicelli, Mario Mattoli (con il quale lavorò in Due notti con Cleopatra nel 1954), Riccardo Freda, Mario Camerini e, in anni più recenti, nel ruolo del visconte Cobram nel film Fantozzi contro tutti (1980) del ciclo di Fantozzi. Tra il 1968 e il 1976 girò ben 17 film per la regia di Jesús Franco, che in De Sade 2000 (1970) gli assegnò per una volta il ruolo di protagonista maschile.
Partecipò, tra il 1979 e il 1987, a due episodi della serie poliziesca tedesca L'ispettore Derrick.
Morì a Tivoli il 2 settembre 2016, all'età di 93 anni.

## Filmografia parziale

Gualtiero Tumiati e Paul Müller in una scena de Il tenente Giorgio di Raffaello Matarazzo (1952)

### Cinema
- Ruy Blas, regia di Pierre Billon (1948)
- Guglielmo Tell, regia di Giorgio Pàstina (1948)
- La sepolta viva, regia di Guido Brignone (1949)
- Fabiola, regia di Alessandro Blasetti (1949)
- Il falco rosso, regia di Carlo Ludovico Bragaglia (1949)
- Vespro siciliano, regia di Giorgio Pàstina (1949)
- Totò cerca moglie, regia di Carlo Ludovico Bragaglia (1950)
- Strano appuntamento, regia di Dezső Ákos Hamza (1950)
- La città si difende, regia di Pietro Germi (1951)
- Il capitano nero, regia di Alberto Pozzetti (1951)
- La vendetta del corsaro, regia di Primo Zeglio (1951)
- Pentimento, regia di Enzo Di Gianni (1952)
- Fratelli d'Italia, regia di Fausto Saraceni (1952)
- Il tenente Giorgio, regia di Raffaello Matarazzo (1952)
- La voce del sangue, regia di Pino Mercanti (1952)
- Il peccato di Anna, regia di Camillo Mastrocinque (1953)
- La cieca di Sorrento, regia di Giacomo Gentilomo (1953)
- Due notti con Cleopatra, regia di Mario Mattoli (1954)
- La prigioniera di Amalfi, regia di Giorgio Cristallini (1954)
- La vendetta dei Tughs, regia di Gian Paolo Callegari e Ralph Murphy (1954)
- Viaggio in Italia, regia di Roberto Rossellini (1954)
- Tam tam Mayumbe, regia di Gian Gaspare Napolitano (1955)
- Lacrime di sposa, regia di Sante Chimirri (1955)
- Agguato sul mare, regia di Pino Mercanti (1955)
- Incatenata dal destino, regia di Enzo Di Gianni (1956)
- I vampiri, regia di Riccardo Freda e Mario Bava (1957)
- Il corsaro della mezza luna, regia di Giuseppe Maria Scotese (1957)
- Quando gli angeli piangono, regia di Marino Girolami (1958)
- La maja desnuda (The Naked Maja), regia di Henry Koster (1958)
- Il romanzo di un giovane povero, regia di Marino Girolami (1958)
- Afrodite, dea dell'amore, regia di Mario Bonnard (1958)
- Un canto nel deserto, regia di Marino Girolami (1959)
- Esecuzione in massa (The Enemy General), regia di George Sherman (1960)
- Il conquistatore d'Oriente, regia di Tanio Boccia (1960)
- La Venere dei pirati, regia di Mario Costa (1960)
- La grande vallata, regia di Angelo Dorigo (1961)
- Capitani di ventura, regia di Angelo Dorigo (1961)
- Il giustiziere dei mari, regia di Domenico Paolella (1962)
- I normanni, regia di Giuseppe Vari (1962)
- Ponzio Pilato, regia di Gian Paolo Callegari e Irving Rapper (1962)
- Maciste l'eroe più grande del mondo, regia di Michele Lupo (1963)
- Finché dura la tempesta, regia di Charles Frend e Bruno Vailati (1963)
- Kali Yug, la dea della vendetta, regia di Mario Camerini (1963)
- Cover girls - Ragazze di tutti (Cover Girls), regia di José Bénazéraf (1964)
- Il dominatore del deserto, regia di Tanio Boccia (1964)
- Il compagno Don Camillo, regia di Luigi Comencini (1965)
- Amanti d'oltretomba, regia di Mario Caiano (1965)
- La vendetta di Lady Morgan, regia di Massimo Pupillo (1965)
- Il colonnello Von Ryan (Von Ryan's Express), regia di Mark Robson (1965)
- L'ultimo dei Mohicani (Uncas, el fin de una raza), regia di Mateo Cano (1965)
- Non faccio la guerra, faccio l'amore, regia di Franco Rossi (1966)
- Thompson 1880, regia di Guido Zurli (1966)
- Silenzio: si uccide, regia di Guido Zurli (1967)
- Le mie prigioni, regia di Sandro Bolchi (1968)
- Uno di più all'inferno, regia di Giovanni Fago (1968)
- Paroxismus, regia di Jesús Franco (1969)
- Puro siccome un angelo papà mi fece monaco... di Monza, regia di Giovanni Grimaldi (1969)
- Cinque figli di cane, regia di Alfio Caltabiano (1969)
- Philosophy in the Boudoir, regia di Jesús Franco (1969)
- Il conte Dracula (Count Dracula), regia di Jesús Franco (1970)
- De Sade 2000, regia di Jesús Franco (1970)
- Sie tötete in Ekstase, regia di Jesús Franco (1970)
- Vampyros Lesbos, regia di Jesús Franco (1971)
- Lady Frankenstein, regia di Mel Welles (1971)
- I desideri erotici di Christine (Une vierge chez les morts vivants), regia di Jesús Franco (1971)
- L'isola del tesoro (Treasure Island), regia di John Hough (1972)
- Camorra, regia di Pasquale Squitieri (1972)
- Estratto dagli archivi segreti della polizia di una capitale europea, regia di Riccardo Freda (1972)
- La violenza: quinto potere, regia di Florestano Vancini (1972)
- Studio legale per una rapina, regia di Tanio Boccia (1973)
- Eroi all'inferno, regia di Michael Wotruba (Aristide Massaccesi) (1973)
- La rivolta delle gladiatrici, regia di Steve Carver e Joe D'Amato (1974)
- Penitenziario femminile per reati sessuali (Frauengefängnis), regia di Jesus Franco (1975)
- La felicità nel peccato (Les nuits brûlantes de Linda), regia di Jesús Franco (1975)
- Bestialità, regia di Peter Skerl (1976)
- Tutto suo padre, regia di Maurizio Lucidi (1978)
- Il testimone (Le Témoin), regia di Jean-Pierre Mocky (1978)
- Indagine su un delitto perfetto, regia di Giuseppe Rosati (1978)
- Ultimi riti, episodio de Racconti di fantascienza, regia di Alessandro Blasetti (1979)
- Fantozzi contro tutti, regia di Neri Parenti e Paolo Villaggio (1980)
- Camera d'albergo, regia di Mario Monicelli (1980)
- Sogni mostruosamente proibiti, regia di Neri Parenti (1982)
- La vera storia della rivoluzione francese (Liberté, égalité, choucroute), regia di Jean Yanne (1985)
- Fracchia contro Dracula, regia di Neri Parenti (1985)
- Speriamo che sia femmina, regia di Mario Monicelli (1985)
- Le due vite di Mattia Pascal, regia di Mario Monicelli (1985)
- Salomè, regia di Claude d'Anna (1986)
- Meglio baciare un cobra, regia di Massimo Pirri (1986)
- Montecarlo Gran Casinò, regia di Carlo Vanzina (1987)
- Fantozzi va in pensione, regia di Neri Parenti (1988)
- Il triangolo della paura (Der Commander), regia di Antonio Margheriti (1988)
- La casa del sortilegio, regia di Umberto Lenzi (1989)
- Bloody Psycho, regia di Leandro Lucchetti (1989)
- Fantozzi alla riscossa, regia di Neri Parenti (1990)
- Paprika, regia Tinto Brass (1991)
- Le comiche 2, regia di Neri Parenti (1991)
- Li chiamarono... briganti!, regia di Pasquale Squitieri (1999)

### Televisione
- Diagnosi, regia di Mario Caiano – miniserie TV (1975)
- L'ispettore Derrick (Derrick) – serie TV, episodi 6x07-14x03 (1979-1987)
- Massacre, regia di Andrea Bianchi – film TV (1989)
- Le porte dell'inferno, regia di Umberto Lenzi – film TV (1989)
- Hansel e Gretel, regia di Giovanni Simonelli – film TV (1990)

## Prosa televisiva Rai
- Un omicidio perfetto, teledramma di Carlo Castelli, regia di Marcello Sartarelli, trasmesso il 15 settembre 1963.
- Le due vite di Mattia Pascal, regia Mario Monicelli, 1985.

## Doppiatori italiani
- Augusto Marcacci in La sepolta viva, Guglielmo Tell, Il falco rosso, Vespro siciliano, La città si difende, Il capitano nero, La vendetta del corsaro, Il tenente Giorgio, Lacrime di sposa
- Gianfranco Bellini in Viaggio in Italia, Finché dura la tempesta, Uno di più all'inferno
- Stefano Sibaldi in Cover Girls - Ragazze di tutti, Il dominatore del deserto
- Mario Colli in La cieca di Sorrento
- Emilio Cigoli in Due notti con Cleopatra
- Nando Gazzolo in I vampiri
- Renato Turi in Il corsaro della mezza luna
- Elio Pandolfi in Il conquistatore d'Oriente
- Giorgio Capecchi in La venere dei pirati
- Gualtiero De Angelis in Esecuzione in massa
- Adolfo Geri in Il giustiziere dei mari
- Bruno Persa in Maciste l'eroe più grande del mondo
- Luciano Melani in Thompson 1880
- Sergio Tedesco in Cinque figli di cane
- Diego Michelotti in Il testimone
- Sandro Iovino in Indagine su un delitto perfetto
- Max Turilli in Fantozzi contro tutti
- Giuseppe Fortis in Fracchia contro Dracula
- Dario Penne in Le comiche 2